# Gesundheitskasse Südwest

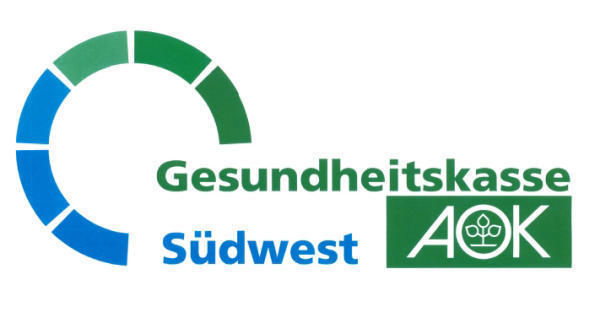
Wunschlogo der Allgemeinen Ortskrankenkassen mit prägnantem AOK

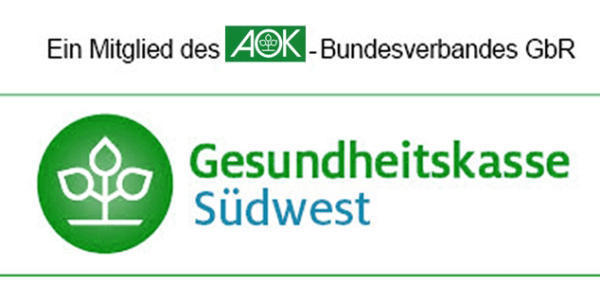
Kompromissvorschlag der IKK Südwest für Logo mit AOK im Hintergrund

Als Gesundheitskasse Südwest sollte zum 1. Januar 2012 aus dem Zusammenschluss der AOK Rheinland-Pfalz, AOK Saarland und IKK Südwest eine Allgemeine Ortskrankenkasse entstehen. Ihr Sitz sollte im rheinland-pfälzischen Eisenberg sein. Als Teil der gesetzlichen Krankenversicherung wäre sie eine Körperschaft des öffentlichen Rechts gewesen.

## Geschichte
Durch die Genehmigung des rheinland-pfälzischen Ministeriums für Soziales, Arbeit, Gesundheit und Demografie RLP wurde der Zusammenschluss der Kassen auf den 1. Januar 2012 festgesetzt.
Am 6. September 2011 wurde bekannt, dass die IKK Südwest ihren Antrag auf Genehmigung der Fusion zurückgezogen hat. Somit wurde aufgrund der Streitigkeiten um den neuen Marktauftritt, insbesondere das strittige Logo ohne „AOK“, nicht zu der Gesundheitskasse Südwest fusioniert.
Stattdessen nahm die AOK Rheinland-Pfalz zum 1. März 2012 unter dem erweiterten Namen AOK Rheinland-Pfalz/Saarland die AOK Saarland auf.